# Головчинское сельское поселение
Голо́вчинское се́льское поселе́ние — упразднённое муниципальное образование в составе Грайворонского района Белгородской области Российской Федерации.
Административный центр — село Голо́вчино.
19 апреля 2018 года упразднено при преобразовании Грайворонского района в Грайворонский городской округ.

## История
Голо́вчинское сельское поселение образовано 20 декабря 2004 года в соответствии с Законом Белгородской области № 159.

## Население
| 2010  | 2011  | 2012  | 2013  | 2014  | 2015  | 2016  |
| ----- | ----- | ----- | ----- | ----- | ----- | ----- |
| 8023  | ↘7987 | ↘7869 | ↗7931 | ↗7994 | ↗8246 | ↗8396 |
| 2017  | 2018  |       |       |       |       |       |
| ↗8604 | ↗8679 |       |       |       |       |       |

## Состав сельского поселения
| № | Населённый пункт | Тип населённого пункта       | Население |
| - | ---------------- | ---------------------------- | --------- |
| 1 | Антоновка        | село                         | ↗2629     |
| 2 | Головчино        | село, административный центр | ↘4621     |
| 3 | Масычево         | хутор                        | ↘178      |
| 4 | Хотмыжск         | посёлок                      | ↘500      |